# Гранд-Каньйон-Вілледж
Гранд-Каньйон-Вілледж (англ. Grand Canyon Village) — переписна місцевість (CDP) в США, в окрузі Коконіно штату Аризона. Населення — 1784 особи (2020).

## Географія
Гранд-Каньйон-Вілледж розташований за координатами 36°2′57″ пн. ш. 112°9′24″ зх. д. / 36.04917° пн. ш. 112.15667° зх. д. (36.049231, -112.156627).  За даними Бюро перепису населення США в 2010 році переписна місцевість мала площу 34,71 км², уся площа — суходіл.

## Демографія
Згідно з переписом 2010 року, у переписній місцевості мешкали 2004 особи в 761 домогосподарстві у складі 310 родин. Густота населення становила 58 осіб/км².  Було 858 помешкань (25/км²).
Расовий склад населення:
| - 63,9 % — білих - 18,7 % — корінних американців - 9,0 % — азіатів - 2,0 % — чорних або афроамериканців - 0,3 % — вихідців з тихоокеанських островів - 2,8 % — осіб інших рас |

До двох чи більше рас належало 3,3 %. Частка іспаномовних становила 8,6 % від усіх жителів.
За віковим діапазоном населення розподілялося таким чином: 10,9 % — особи молодші 18 років, 84,7 % — особи у віці 18—64 років, 4,4 % — особи у віці 65 років та старші. Медіана віку мешканця становила 39,0 року. На 100 осіб жіночої статі у переписній місцевості припадало 109,2 чоловіків;  на 100 жінок у віці від 18 років та старших — 108,9 чоловіків також старших 18 років.
За межею бідності перебувало 39,3 % осіб, у тому числі 58,4 % дітей у віці до 18 років та 17,0 % осіб у віці 65 років та старших.
Цивільне працевлаштоване населення становило 1292 особи. Основні галузі зайнятості: мистецтво, розваги та відпочинок — 58,4 %, публічна адміністрація — 14,5 %, роздрібна торгівля — 8,1 %, освіта, охорона здоров'я та соціальна допомога — 6,1 %.